# Nigel McGuinness
Steven Haworth (* 23. Januar 1976 in London), bekannt unter seinen Ringnamen Nigel McGuinness und Desmond Wolfe, ist ein ehemaliger britischer Wrestler. Aktuell steht er bei  All Elite Wrestling als TV-Kommentator unter Vertrag.

## Karriere

### Ring of Honor / World Wrestling Entertainment
Steve Haworth gab am 9. August 2003 sein Debüt bei Ring of Honor, als er gegen Chet Jablonski antreten durfte. Er trat bis 2004 durchgehend für diese Promotion an. Anfänglich nicht besonders gefördert, war es Haworth später gestattet gegen Colt Cabana antreten und diesen im Rahmen der Storyline zu besiegen. Damit wurde er Nr.1-Herausforderer um den ROH Pure Titel, den zu dieser Zeit Samoa Joe hielt.
Am 27. August 2005 konnte Haworth zum ersten Mal den ROH Pure Titel erringen, indem er Samoa Joe besiegte. Diesen Titel musste er am 12. August 2006 im Rahmen eines Titelvereinigungsmatches abgegeben, als er gegen den damaligen ROH World Champion Bryan Danielson verlieren musste. Etwas später wechselte Haworth jedoch zum Marktführer World Wrestling Entertainment.
Am 3. September 2005 trat Haworth für Ohio Valley Wrestling an. Dort wurde er aber nicht genügend gefördert und man ließ ihn nur unbedeutende Matches bestreiten. So unterschrieb Haworth nach Ablauf seines Förderungsvertrages wieder einen Vertrag bei ROH.

### Ring of Honor / Total Nonstop Action Wrestling

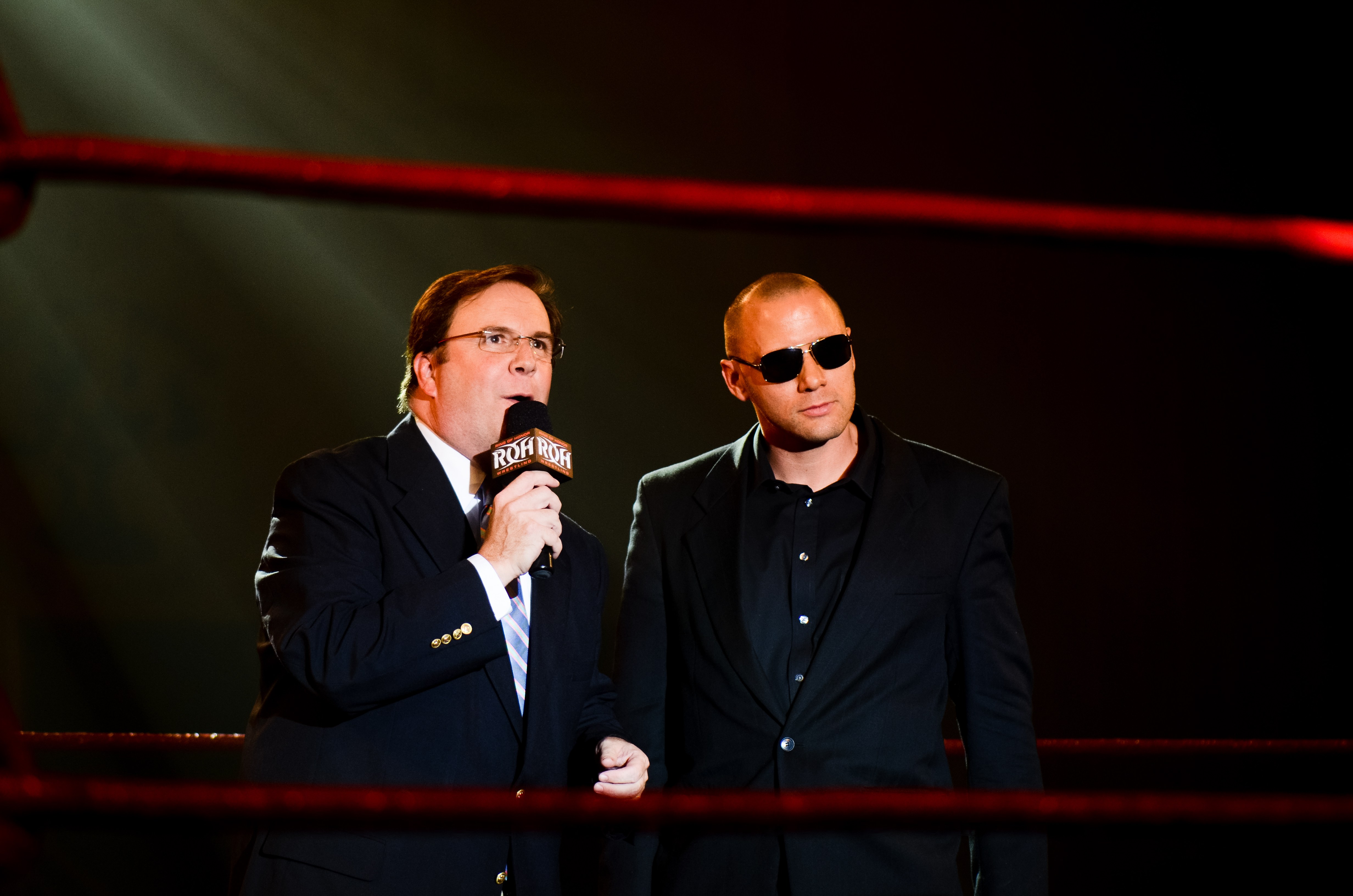
Nigel McGuinness (re.) und Kevin Kelly bei ROH 2011

Nach seiner Wiederverpflichtung begann man bei ROH, Haworth langsam zum Titelherausforderer aufzubauen. Und bereits am 6. Oktober 2007 durfte er beim ROH-PPV „Undeniable“ den ROH World Titel erringen, als Haworth den bisherigen Champion Takeshi Morishima besiegen durfte. Trotz aller Erfolge bei ROH ließ Haworth seinen Vertrag erneut auslaufen.
Mitte Oktober 2009 unterzeichnete Haworth einen Vertrag bei TNA. Bei Impact am 22. Oktober 2009 trat Haworth erstmals vor TNA-Kameras als Desmond Wolfe auf und attackierte im Rahmen der Storyline den früheren TNA-Champion Kurt Angle. Nach mehreren Fehden musste er auf Grund einer geheim gehaltenen Krankheit ab September 2010 pausieren. Sein Comeback gab Haworth bei der Aufzeichnung von TNA Xplosion am 16. Mai 2011 als neuer Commissioner dieser Sendung. Am 17. Juni 2011 wurde bekannt, dass TNA Wrestling sich von Haworth trennte.
Am 13. August 2011 kehrte Haworth unter dem Namen Nigel McGuinness zu Ring of Honor zurück. Dort kommentiert er neben dem ehemaligen WWE-Kommentator Kevin Kelly die Show, die seit September 2011 wieder im amerikanischen TV zu sehen ist. Im November 2011 kündigte er an, seine Karriere zu beenden. Es folgte vom 11. November 2011 an eine Abschiedstournee. Dabei trat er in der Independentszene, unter anderem am 26. November in Oberhausen, auf und absolvierte am 17. Dezember 2011 sein letztes Match.

### WWE (2016–2022)
Nachdem Haworth von WWE-Kommentator Michael Cole empfohlen worden war, gab WWE am 15. Dezember 2016 bekannt, dass Haworth einen Vertrag mit WWE unterschrieben hatte. Haworth gab sein Kommentatoren-Debüt unter dem Namen Nigel McGuinness beim WWE United Kingdom Championship Tournament im Jahre 2017. Daraufhin wurde Haworth Teil des NXT Kommentatoren Teams.  Im selben Jahr am 4. September wurde Haworth Teil des 205 Live und Main Event Kommentatoren Teams. 2019 veröffentlichte WWE eine Dokumentation über Haworth mit dem Titel Chasing the Magic: The Nigel McGuinness Story auf dem WWE Network. Während der Covid-19-Pandemie wurde Haworth beurlaubt, kehrte aber am 17. September 2021 in einer Episode von NXT UK zurück. Am Tag danach kehrte er auch zu 205 Live zurück. Als im Februar 2022 205 Live durch NXT Level Up ersetzt wurde, wurde er auch Teil dieses Kommentatoren Teams.

### AEW (seit 2023)
Seit Juni 2023 tritt er an der Seite von Kevin Kelly und Jim Ross als Co-Kommentator der neu eingeführten Show AEW Collision bei All Elite Wrestling auf. Mit Kelly kommentierte er bereits gemeinsam bei ROH.

## Erfolge
- Ring of Honor

- 1× ROH World Champion
- 1× ROH Pure Champion

- Heartland Wrestling Association

- 2× HWA European Champion
- 2× HWA Heavyweight Champion

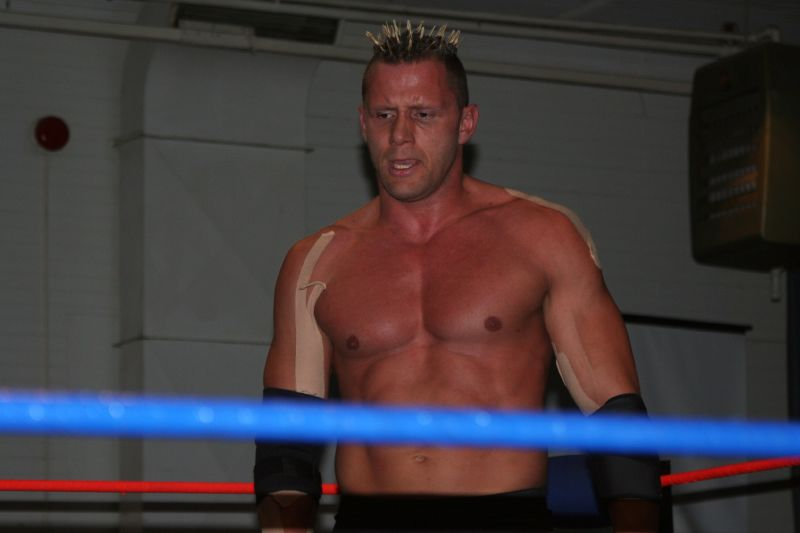
Haworth im April 2009

- 2× HWA Tag Team Champion – mit Human Time Bomb

- One Pro Wrestling

- 1× 1PW Openweight Champion

## Wissenswertes
- Neben seinen ROH-Auftritten absolvierte Haworth auch zahlreiche Auftritte für die japanische Promotion Pro Wrestling NOAH und die deutsche Promotion westside Xtreme Wrestling.